# Saison 2 d'iZombie
Chronologie
Saison 1 Saison 3
Cet article présente le guide des épisodes de la deuxième saison de la série télévisée américaine iZombie.

## Synopsis
Olivia « Liv » Moore est une jeune médecin urgentiste de Seattle transformée en zombie à la suite d'une soirée qui a mal tourné. Abandonnant sa prometteuse carrière, Olivia devient médecin légiste et ce métier lui permet de calmer sa faim et les voix dans sa tête en se nourrissant du cerveau des défunts. Mais, à chaque bouchée, elle hérite des souvenirs de la personne. Grâce à ce don, elle décide d'aider le détective Clive Babineaux à résoudre des affaires de meurtres.

## Diffusion
- Aux États-Unis, la saison a été diffusée du 6 octobre 2015 au 12 avril 2016 le réseau The CW.
- Au Canada, elle a été disponible le lendemain sur le service de vidéo à la demande Shomi.
- Le 23 novembre 2015, six épisodes supplémentaires ont été commandés, portant la saison à 19 épisodes[1].
- En France, la saison a été diffusée du 29 octobre au 26 novembre 2016 sur France 4.
- Au Québec elle est diffusée depuis le 3 janvier 2017 sur VRAK.

## Distribution

### Acteurs principaux
- Rose McIver (VF : Kelly Marot) : Olivia « Liv » Moore
- Malcolm Goodwin (VF : Diouc Koma) : Inspecteur Clive Babineaux
- Rahul Kohli (VF : Tanguy Goasdoué) : Dr Ravi Chakrabarti
- Robert Buckley (VF : Axel Kiener) : Major Lilywhite
- David Anders (VF : Denis Laustriat) : Blaine « DeBeers » McDonough

### Acteurs récurrents
- Bryce Hodgson (VF : Benjamin Gasquet) : Scott Everhart / Don Everhart (15 épisodes)
- Leanne Lapp (VF : Marie Tirmont) : Rita Du Clark / Gilda (13 épisodes)
- Jessica Harmon (VF : Armelle Gallaud) : Dale Bozzio (13 épisodes)
- Andre Tricoteux (en) : Chef (11 épisodes)
- Alyson Michalka (VF : Stéphanie Hédin) : Peyton Charles (10 épisodes)
- Steven Weber (VF : Cyrille Monge) : Vaughn Du Clark (9 épisodes)
- Greg Finley (VF : Valentin Merlet) : Drake Holloway (8 épisodes)
- Eddie Jemison (VF : Marc Perez) : Stacey Boss[2] (7 épisodes)
- Colin Lawrence (en) (VF : Frantz Confiac) : Janko (6 épisodes)
- Wolsey Brooks : Officier Eric Watts (6 épisodes)
- Kurt Evans (VF : Xavier Fagnon) : Floyd Baracus (5 épisodes)
- Marci T. House (VF : Sophie Riffont) : Lieutenant Devore (4 épisodes)

### Invités
- Molly Hagan (VF : Brigitte Aubry) : Eva Moore (épisode 1)
- Nick Purcha (VF : Julien Crampon) : Evan Moore (épisode 1)
- Adam Rose (VF : Marc Saez) : Byron Thistlewaite[3] (épisode 1)
- Robert Knepper (VF : Christian Visine) : Angus DeBeers, le père de Blaine[4](épisodes 2, 6 et 13)
- Carrie Anne Fleming (VF : Hermine Regnault) : Candy Baker (épisodes 2, 13 et 14)
- Natalie Brown (VF : Véronique Desmadryl) : Uma Voss (épisode 8)
- Chris Shields (VF : Bruno Henry) : Dr Lockett (épisodes 8, 10 et 15)
- Brooke Lyons (VF : Céline Mauge) : Natalie (épisode 9)
- Kristen Bell (VF : Laura Préjean) : la voix du livre audio[5] (épisode 11)
- Patrick Gallagher (VF : Paul Borne) : Jeremy Chu (épisodes 12 et 13)
- Nathan Barrett : Tanner (épisode 12)
- Bradley Stryker (VF : Sébastien Desjours) : Kenny (épisodes 13, 14 et 19)
- Enrico Colantoni (VF : Serge Biavan) : Lou Benedetto[6] (épisodes 14 et 17)
- Daran Norris (VF : Guillaume Orsat) : Johnny Frost (épisode 16)
- Ken Marino (VF : Serge Faliu) : Brandt Stone (épisode 18)
- Rob Thomas : lui-même[7] (épisode 19)
- Andrea Savage (VF : Marjorie Frantz) : Vivian Stoll[8] (épisodes 18 et 19)

## Épisodes

### Épisode 1:Liv la grincheuse
- États-Unis : 6 octobre 2015 sur The CW[9]
- France : 29 octobre 2016 sur France 4[10]
- Québec : 3 janvier 2017 sur VRAK[11]

- États-Unis : 1,53 million de téléspectateurs[12] (première diffusion)
- France : 122 000 téléspectateurs[13] (première diffusion)

- Adam Rose	(Byron Thistlewaite)
- Nick Purcha (Evan Moore)
- Leanne Lapp (Gilda)
- Bryce Hodgson	(Don E.)
- Mary Black (Clara)
- Paula Shaw( Clara's Friend)
- Carmen Moore (Suzuki's Wife)
- Ryan Beil (Jimmy Hahn)

### Épisode 2:La vie est une fête, mon frère
- États-Unis : 13 octobre 2015 sur The CW
- France : 29 octobre 2016 sur France 4
- Québec : 10 janvier 2017 sur VRAK

- États-Unis : 1,22 million de téléspectateurs[14] (première diffusion)
- France : 122 000 téléspectateurs[13] (première diffusion)

- David Anders (Blaine DeBeers)
- Robert Knepper (Angus McDonough)
- Justin Prentice (Brody Johnson)
- Marshall Allman (Chad Wolcoff)
- Leanne Lapp (Gilda)
- Bryce Hodgson (Don E.)
- Kurt Evans (Floyd Baracus)
- Jonathan Whitesell (Chad Wolcoff)
- Brendan Meyer (Austin)
- Nicholas Coombe (Randy Fellowes)
- Grayson Gabriel (Sonny)

### Épisode 3:Les Vraies femmes au foyer mortes de Seattle
- États-Unis : 20 octobre 2015 sur The CW
- France : 29 octobre 2016 sur France 4
- Québec : 17 janvier 2017 sur VRAK

- États-Unis : 1,29 million de téléspectateurs[15] (première diffusion)
- France : 122 000 téléspectateurs[13] (première diffusion)

- Jazz Raycole (Bethany Miller)
- David Starzyk (Terrence Fowler)
- Leanne Lapp (Gilda)
- Kurt Evans (Floyd Baracus)
- Brian Markinson (Dr. Holland)
- Steven Weber (Vaughn Du Clark)
- Serge Houde (High Priced Lawyer)
- Ona Grauer (Taylor Fowler)

### Épisode 4:Même les Cow-Girls ont du blues à l'âme
- États-Unis : 27 octobre 2015 sur The CW
- France : 29 octobre 2016 sur France 4
- Québec : 24 janvier 2017 sur VRAK

- États-Unis : 1,47 million de téléspectateurs[16] (première diffusion)
- France : 122 000 téléspectateurs[13] (première diffusion)

- Raphael Sbarge (Richard Di Palma)
- Daniel Bess (Matt Sudak)
- Jessica Harmon (Dale Bozzio)
- Leanne Lapp (Gilda)
- Bryce Hodgson (Don E)
- Yani Gellman (Gabriel)
- Barbara Beall (Pamela Di Palma)
- Marci T. House (Lieutenant Devore)
- Debs Howard (Steph)

Une jeune chanteuse de country est retrouvée morte, son ex petit ami violent est le premier suspect. Peyton s'installe chez Ravi et Major. Blaine découvre que plusieurs de ses clients ont été tués, il continue aussi ses recherches pour savoir qui a modifié l'Utopium de la soirée sur le bateau...

### Épisode 5:Amour et basket-ball
- États-Unis : 3 novembre 2015 sur The CW
- France : 5 novembre 2016 sur France 4
- Québec : 31 janvier 2017 sur VRAK

- États-Unis : 1,43 million de téléspectateurs[17] (première diffusion)
- France : 212 000 téléspectateurs[18] (première diffusion)

- David Anders (Blaine DeBeers)
- Steve Hytner (Dr. Ian Metzger)
- Ian Reed Kesler (T.J. Ryan)
- Jessica Harmon (Dale Bozzio)
- Leanne Lapp (Gilda)
- Bryce Hodgson (Don E)
- Carmen Moore (Suzuki's Wife)
- Dusan Brown (Jordy)
- Jerry Trimble (Roger Thrunk)
- Ray Galletti (Harry Cole)
- Yani Gellman (Gabriel)

Liv se nourrit du cerveau d'un vigile de nuit pour élucider les circonstances de sa mort, tandis que sa relation avec Major évolue.

### Épisode 6:Quitte ou double
- États-Unis : 10 novembre 2015 sur The CW
- France : 5 novembre 2016 sur France 4
- Québec : 7 février 2017 sur VRAK

- États-Unis : 1,4 million de téléspectateurs[19] (première diffusion)
- France : 212 000 téléspectateurs[18] (première diffusion)

- Robert Knepper (Angus McDonough)
- Eddie Jemison (Stacey Boss)
- Steven Williams (Barber)
- Rick Fox (Calvin Owens)
- Jessica Harmon (Dale Bozzio)
- Bryce Hodgson (Don E)
- Jerry Trimble (Roger Thrunk)
- Ray Galletti (Harry Cole)
- Forbes Angus (Counselor)

### Épisode 7:Abracadavre
- États-Unis : 17 novembre 2015 sur The CW
- France : 5 novembre 2016 sur France 4
- Québec : 14 février 2017 sur VRAK

- États-Unis : 1,17 million de téléspectateurs[20] (première diffusion)
- France : 212 000 téléspectateurs[18] (première diffusion)

- Jason Antoon (Smoak)
- Fiona Gubelmann (Houdina)
- Mercy Malick (Irina)
- Jessica Harmon (Dale Bozzio)
- Brittney Wilson (Angel)
- Kevin McNulty (The Magnificent Magnus)
- Justin Stone (Syd Wicked)
- Debs Howard (Steph

### Épisode 8:Déraison et sentiments
- États-Unis : 1er décembre 2015 sur The CW
- France : 12 novembre 2016 sur France 4
- Québec : 21 février 2017 sur VRAK

- États-Unis : 1,55 million de téléspectateurs[21] (première diffusion)
- France : 195 000 téléspectateurs[22] (première diffusion)

- Steven Weber (Vaughn Du Clark)
- Natalie Brown (Uma Voss)
- Jessica Harmon (Dale Bozzio)
- Leanne Lapp (Gilda)
- Lola St. Vil (Pam)
- Marci T. House (Lieutenant Devore)
- Robert Salvador (Detective Cavanaugh)
- Natasha Burnett (Regina Sumner)
- Emy Aneke (Matthew Voss)
- Paul Hubbard (Chef Walt Price)

### Épisode 9:Les Super-héros de Seattle
- États-Unis : 8 décembre 2015 sur The CW
- France : 12 novembre 2016 sur France 4
- Québec : 28 février 2017 sur VRAK

- États-Unis : 1,37 million de téléspectateurs[23] (première diffusion)
- France : 195 000 téléspectateurs[22] (première diffusion)

- Eddie Jemison (Stacey Boss)
- Greg Finley (Drake Holloway)
- Brooke Lyons (Natalie)
- Bryce Hodgson (Don E)
- Robert Salvador (Detective Cavanaugh)
- Jay Hindle (The Fog)
- Jenna Romanin (Mary Contreras)
- Victor Ayala (Carlos Rena)
- Noah Beggs (Jerry Byrd)
- Alex Rose (Mega Fist)

### Épisode 10:Règlement de comptes à Zombie High
- États-Unis : 12 janvier 2016 sur The CW[24]
- France : 12 novembre 2016 sur France 4
- Québec : 7 mars 2017 sur VRAK

- États-Unis : 1,17 million de téléspectateurs[25] (première diffusion)
- France : 195 000 téléspectateurs[22] (première diffusion)

- Zack Peladeau (Cody / Wyatt Carver)
- Skyler Day (Starlee Decker / Hayley)
- Ryan Lane (Daniel / Kell Guthrie)
- Jessica Harmon (Dale Bozzio)
- Leanne Lapp (Gilda)
- Bryce Hodgson (Don E)
- Anna Galvin (Bonnie)
- Sandy Robson (Fitz)
- Markian Tarasiuk (Burdick / Jordan)

### Épisode 11:Cinquante nuances de matière grise
- États-Unis : 2 février 2016 sur The CW
- France : 12 novembre 2016 sur France 4
- Québec : 14 mars 2017 sur VRAK

- États-Unis : 1,43 million de téléspectateurs[26] (première diffusion)
- France : 195 000 téléspectateurs[22] (première diffusion)

- Greg Finley (Drake Holloway)
- Ben Lawson (Andy LeGare)
- Lee Garlington (Muriel Fletcher)
- Daniella Alonso (Alyssa Tramall)
- Jessica Harmon (Dale Bozzio)
- Fiona Vroom (Grace LeGare)
- Jill Morrison (Dog Groomer)
- Jeff Gladstone (Alyssa's Husband)

Robert Salvador	Robert Salvador	...	Detective Cavanaugh)

### Épisode 12:Hashtag Liv
- États-Unis : 9 février 2016 sur The CW
- France : 19 novembre 2016 sur France 4
- Québec : 21 mars 2017 sur VRAK

- États-Unis : 1,43 million de téléspectateurs[27] (première diffusion)
- France : 210 000 téléspectateurs[28] (première diffusion)

- Eddie Jemison (Stacey Boss)
- Greg Finley (Drake Holloway)
- Miriam Flynn (Drake's Mother)
- Colin Lawrence (Janko)
- Patrick Gallagher (Jeremy Chu)
- Kurt Evans (Floyd Baracus)
- Jessica Heafey (Maire Gwen Davis)

### Épisode 13:Mythozombie
- États-Unis : 16 février 2016 sur The CW
- France : 19 novembre 2016 sur France 4
- Québec : 28 mars 2017 sur VRAK

- États-Unis : 1,25 million de téléspectateurs[29] (première diffusion)
- France : 210 000 téléspectateurs[28] (première diffusion)

- Patrick Gallagher (Jeremy Chu)
- Gina Stockdale (Frieda Bader)
- Jillian Fargey (Mrs. Parisi)
- Laci J Mailey (Miss Shaefer)
- Marci T. House (Lieutenant Devore)
- Ron Selmour (Terrell Johnson)

### Épisode 14:De l'importance d'être content
- États-Unis : 23 février 2016 sur The CW
- France : 19 novembre 2016 sur France 4
- Québec : 4 avril 2017 sur VRAK

- États-Unis : 1,45 million de téléspectateurs[30] (première diffusion)
- France : 210 000 téléspectateurs[28] (première diffusion)

- Enrico Colantoni (Detective Lou Benedetto)
- Greg Finley (Drake Holloway)
- Oscar Nuñez (Stan Mendoza)
- Lola St. Vil (Pam)
- Kacey Rohl (Cher)
- Genevieve Buechner (Darcy)
- Aliocha Schneider (Gilbert Lambert)
- Suzy Joachim (Leslie Morgan)
- Carrie Anne Fleming (Candy Baker)
- Wesley Salter (Paul)

### Épisode 15:La Théorie du verre à moitié plein
- États-Unis : 22 mars 2016 sur The CW
- France : 19 novembre 2016 sur France 4
- Québec : 11 avril 2017 sur VRAK

- États-Unis : 1,21 million de téléspectateurs[31] (première diffusion)
- France : 210 000 téléspectateurs[28] (première diffusion)

- Eddie Jemison (Stacey Boss)
- Greg Finley (Drake Holloway)
- Wallace Langham (Dr. Alan Benway)
- Jessica Harmon (Dale Bozzio)
- Ali Liebert (Annie Rosine / Jenny Rosine)
- Colin Lawrence (Janko)
- Sean Quan (Kid)

### Épisode 16:Mises à nu
- États-Unis : 29 mars 2016 sur The CW
- France : 26 novembre 2016 sur France 4
- Québec : 18 avril 2017 sur VRAK

- États-Unis : 1,253 million de téléspectateurs[32] (première diffusion)
- France : 125 000 téléspectateurs[33] (première diffusion)

- Miriam Flynn (Drake's Mother)
- Jessica Harmon (Dale Bozzio)
- Tiffany Mack (Destiny)
- Jessica Lu (Lorelei)
- Brandi Alexander (Cassidy Kozlowski)
- Cristina Rosato (Helvetica)

### Épisode 17:Retour de la Liv d'avant
- États-Unis : 5 avril 2016 sur The CW
- France : 26 novembre 2016 sur France 4
- Québec : 25 avril 2017 sur VRAK

- États-Unis : 1,077 million de téléspectateurs[34] (première diffusion)
- France : 125 000 téléspectateurs[33] (première diffusion)

- Justin Prentice (Brody Johnson)
- Jessica Harmon (Dale Bozzio)
- Leanne Lapp (Gilda / Rita)
- Brendan Meyer (Austin)
- Hayley Marie Norman (Bailey Barker)
- Sarah Grey (Frankie)
- Ben Sullivan (Steve Walsh)
- Enrico Colantoni (Detective Lou Benedetto)

### Épisode 18:Le Début de la faim
- États-Unis : 12 avril 2016 sur The CW[35]
- France : 26 novembre 2016 sur France 4
- Québec : 2 mai 2017 sur VRAK

- États-Unis : 1,36 million de téléspectateurs[36] (première diffusion)
- France : 125 000 téléspectateurs[33] (première diffusion)

- Rob Carpenter (Bryce Buellton)
- Antonio Cayonne (Colin Andrews)
- Jessica Harmon (Dale Bozzio)
- Colin Lawrence (Janko)
- Ken Marino (Brandt Stone)
- Andre Tricoteux (Chef)
- Steven Weber (Vaughn Du Clark)

### Épisode 19:Les Zombies contre-attaquent
- États-Unis : 12 avril 2016 sur The CW[35]
- France : 26 novembre 2016 sur France 4
- Québec : 9 mai 2017 sur VRAK

- États-Unis : 1,22 million de téléspectateurs[36] (première diffusion)
- France : 125 000 téléspectateurs[33] (première diffusion)

- Antonio Cayonne (Colin Andrews)
- Eddie Jemison (Stacey Boss)
- Colin Lawrence (Janko)
- Bradley Stryker (Kenny)
- Rob Thomas (lui-même)
- Andre Tricoteux (Chef)
- Steven Weber (Vaughn Du Clark)
- Andrea Savage (Vivian Stoll)